# Unstoppable
Unstoppable é um álbum do músico estadunidense Gregg Gillis, sob o nome Girl Talk. O álbum foi lançado pela gravadora Illegal Arts. 

## Faixas
- Lista de samples incompleta:

1. "All Eyes on Me" – 5:08
  - 0:01   The Creation - "Making Time"
  - 0:29   Outkast - "B.O.B. (Bombs Over Baghdad)"
  - 1:20   Ginuwine - "Pony"
  - 1:31   Jay-Z ft. Memphis Bleek and Timbaland - "Hey Papi"
  - 2:18   TLC - "Silly Ho"
  - 2:41   Duice - "Dazzey Duks"
  - 3:28   Trina - "Pull Over"
  - 3:57   Tweet - "Oops (Oh My)"
  - 4:47   Junior Mafia ft. Notorious B.I.G. - "Playa's Anthem"
2. "Non-Stop Party Now" – 4:03
  - 0:00   Richard Marx - "Right Here Waiting"
  - 0:00   Khia - "My Neck, My Back (Lick It)"
  - 1:08   Busta Rhymes - "Put Your Hands Where My Eyes Could See"
3. "Touch 2 Feel" – 3:38
  - 0:00   The Creation - "Making Time"
  - 0:08   The Amps - "Tipp City"
  - 0:08   Human League - "Don't You Want Me"
  - 0:08   CeCe Peniston - "Finally"
  - 0:55   Sean Paul - "Get Busy"
  - 1:24   AC/DC - "Moneytalks"
  - 1:39   Michael Jackson - "Billie Jean"
  - 1:40   t.A.T.u. - "All the Things She Said"
  - 1:48   Justin Timberlake - "Rock Your Body"
4. "Pump It Up" – 0:47
  - 0:00   Joe Budden - "Pump It Up"
  - 0:02   Coldplay - "Clocks"
  - 0:03   Wayne Wonder - "No Letting Go"
  - 0:06   Chingy - "Right Thurr"
  - 0:07   Toploader - "Dancing in the Moonlight"
  - 0:23   Beyoncé - "Crazy in Love"
  - 0:27   David Banner - "Like a Pimp"
5. "Bang This in the Club" – 3:06
  - 0:00   Dr. Dre ft. Snoop Dogg - "The Next Episode"
  - 1:44   Ludacris - "Saturday (Ooh Ooh)"
  - 2:02   P Diddy - "Bad Boy For Life"
6. "Bodies Hit the Floor" – 3:27
  - 0:00   Ludacris - "Move Bitch"
  - 0:10   Kelly Osbourne - "Shut Up"
  - 0:21   Foo Fighters - "My Hero"
  - 0:29   Bernard Herrmann - "Tema do filme Psicose"
  - 0:42   Drowning Pool - "Bodies"
  - 0:42   Real McCoy - "Another Night"
  - 0:52   Justin Timberlake - "Cry Me a River"
  - 1:03   Reel 2 Real - "I Like to Move It"
  - 1:25   Lisa Loeb - "Stay (I Missed You)"
  - 1:47   Bone Thugs-N-Harmony - "Dayz of Our Livez"
  - 2:05   Dead Prez featuring Krayzie Bone - "Walk Like A Warrior"
7. "The Feeling" – 0:48
  - 0:05 Bon Jovi - "Livin' On A Prayer"
  - 0:13 Superdrag - "Sucked Out"
8. "Happen - Girl Talk ft. Chris Glover" - 2:58
9. "Cleveland, Shake" – 4:21
  - 0:00   Zhane - "Hey, Mr. DJ"
  - 0:37   Hole - "Celebrity Skin"
  - 0:48   Splack Pack - "Shake That Ass Bitch"
  - 2:24   Busta Rhymes - "Break Ya Neck"
  - 2:25   Bone Thugs-n-Harmony - "East 1999"
  - 2:20   50 Cent - "In Da Club"
  - 3:01   Fennesz - "Shisheido"
10. "Keeping the Beat" – 1:58
  - 0:00   N'SYNC - "Pop"
  - 0:11   Jackson 5 - "ABC"
  - 0:19   Lord Tariq and Peter Gunz - "Deja Vu (Uptown Baby)"
11. "Step to It" – 1:04
  - 0:00   Cold - "Stupid Girl"
  - 0:03   Van Halen - "Jump"
  - 0:02   Deee-Lite - "Groove Is in the Heart"
  - 0:02   Alien Ant Farm - "Smooth Criminal"
  - 0:19   Van Halen - "Panama"
12. "Can't Stop" – 4:12
  - 0:10   The Who - "Eminence Front"
  - 1:10   Bobby Brown - "Every Little Step"